# Малевський комплекс
Мале́вський ко́мплекс — геологічна пам'ятка природи місцевого значення в Україні. Розташована в межах Надвірнянського району Івано-Франківської області, неподалік від південної околиці смт Делятин, поруч з колишнім селом Дора (тепер частина м. Яремче). 
Площа 3 га. Статус надано 1996 року. Перебуває у віданні Делятинської селищної ради. 
Статус надано з метою збереження мальовничого скелястого урвища флішового типу на правому березі річки Прут. 

## Галерея

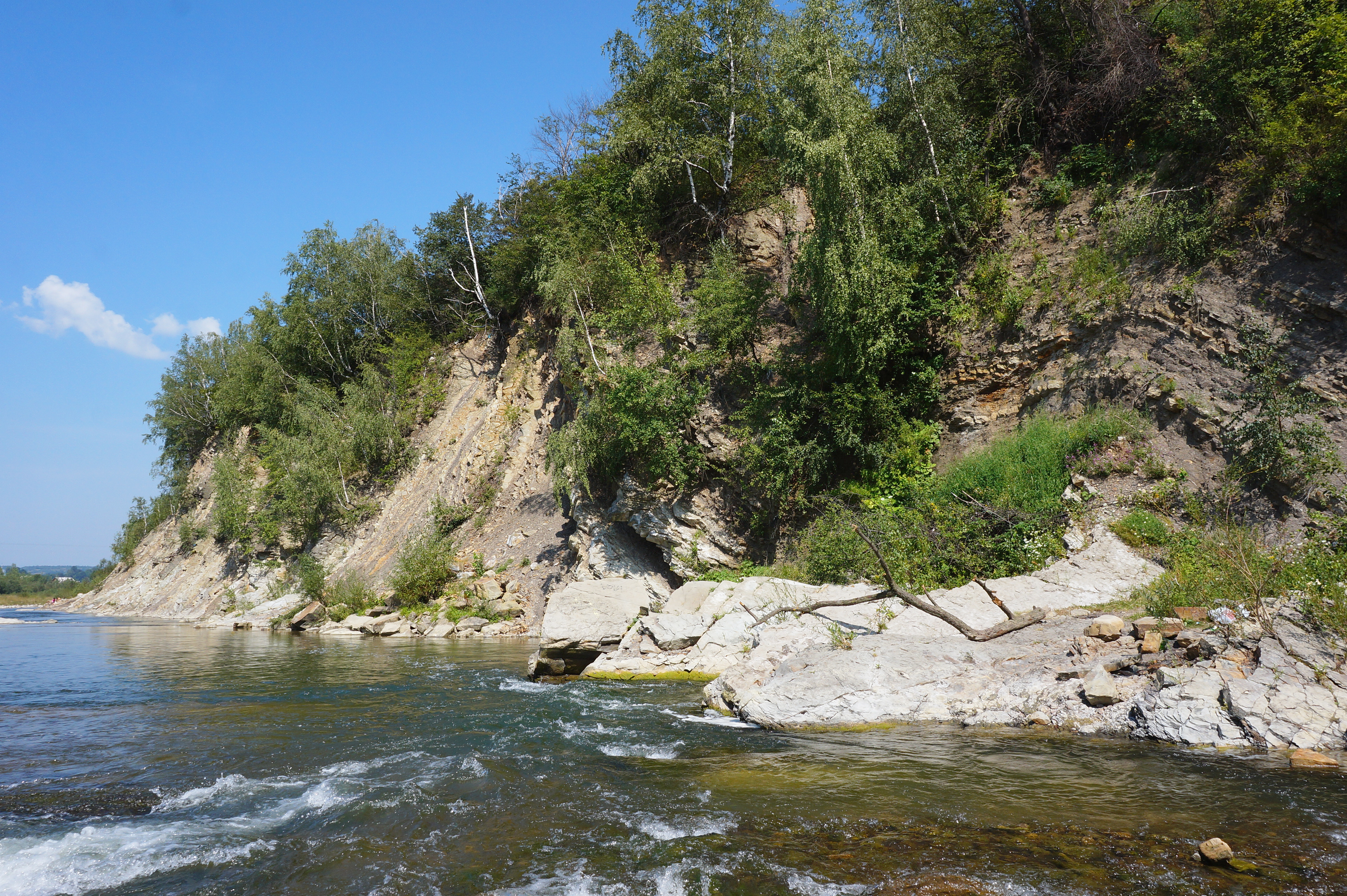
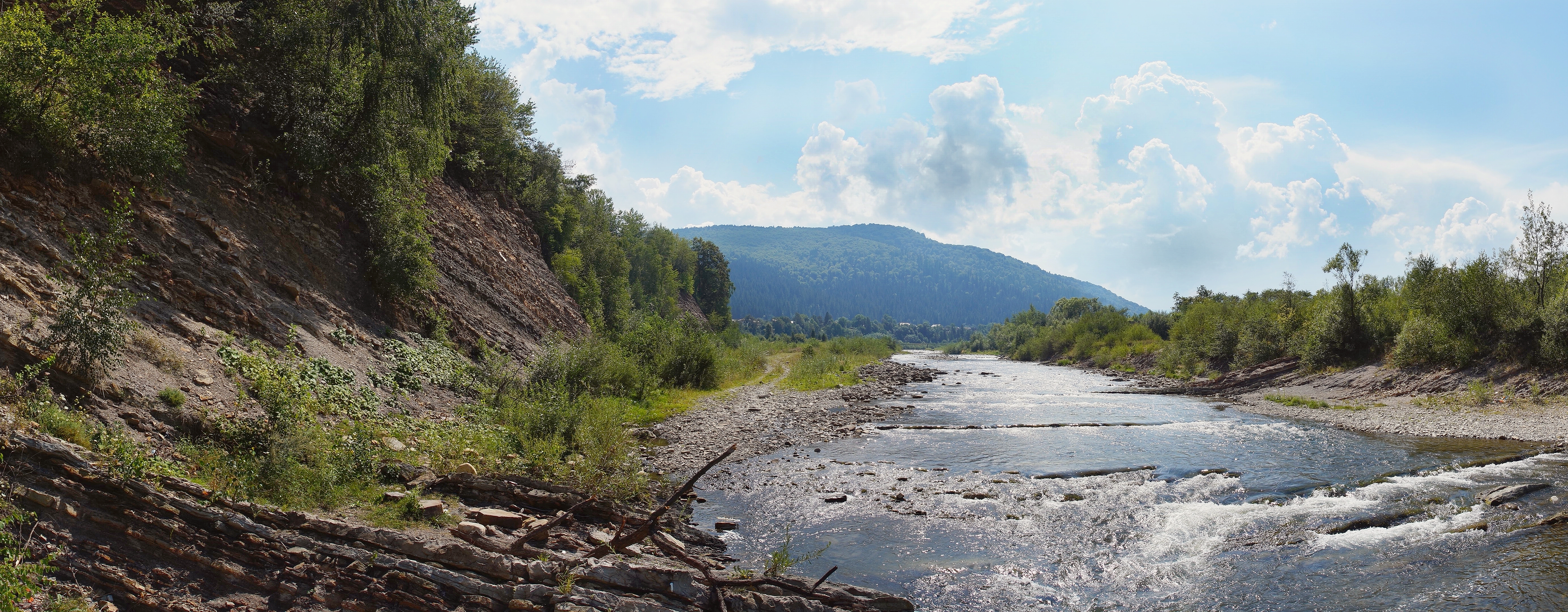